# Правило 184
Правило 184 (англ. Rule 184) — элементарный клеточный автомат, то есть одномерный клеточный автомат с двумя состояниями (0 и 1).

## Определение
Состояние клеточного автомата задаётся линейным массивом клеток, каждая из которых содержит двоичное значение (0 или 1). На каждом шаге эволюции правило (в данном случае — правило 184) применяется одновременно к каждой из ячеек массива и определяет её новое состояние следующим образом:
| Текущая окрестность клетки | 111 | 110 | 101 | 100 | 011 | 010 | 001 | 000 |
| Новое состояние клетки     | 1   | 0   | 1   | 1   | 1   | 0   | 0   | 0   |

Запись в этой таблице определяет новое состояние каждой клетки в зависимости от предыдущего состояния этой клетки и двух её соседей слева и справа.
Название правила представляет собой код Вольфрама, описывающий приведённую таблицу: нижняя строка таблицы (10111000) при переводе из двоичной системы счисления в десятичную даёт 8 + 16 + 32 + 128 = 184.
Правило 184 можно описать на интуитивном уровне несколькими различными способами:
- На каждом шаге пары состояний вида 10 изменяются на пары вида 01. На основании этого описания Краг и Спон (1984) называют правило 184 детерминированной версией «кинетической модели Изинга с асимметричной спин-обменной динамикой».
- На каждом шаге клетка в состоянии 1, справа от которой находится клетка в состоянии 0 («свободное пространство»), перемещается вправо, освобождая занятое пространство. Это описание соответствует применению, связанному с моделированием транспортных потоков.
- Если клетка находится в состоянии 0, то её новое состояние берётся из ячейки слева от неё. В противном случае, её состояние берётся из ячейки справа от неё. Иными словами, каждая ячейка может быть реализована с помощью мультиплексора и по своему действию напоминает вентиль Фредкина[1].

## Эволюция
Из описания правил можно вывести два свойства, связанных с динамикой правил. Во-первых, в течение эволюции конечного множества клеток по правилу 184 в автомате с периодическими граничными условиями, число клеток в состоянии 1 (и 0) остаётся неизменным. В массиве клеток бесконечной длины, если плотность распределения клеток в состоянии 1 определена, она также остаётся неизменной в течение эволюции.
Во-вторых, хотя правило 184 не является симметричным относительно перемены левого и правого направлений, оно обладает следующей симметрией: перемена левого и правого направлений с одновременной переменой ролей 1 и 0 приводит к тем же правилам эволюции.
В автомате с правилом 184 образцы (последовательности состояний клеток) обычно быстро стабилизируются, приводя к последовательности состояний, движущейся в одном из двух направлений.
- Если начальная плотность «единиц» меньше 50 %, в результате эволюции возникают движущиеся вправо кластеры «единиц», разделённых «нулями»; кластеры разделены блоками «нулей».
- Если начальная плотность больше 50 %, образец эволюционирует в движущиеся влево кластеры «нулей», разделённых «единицами»; кластеры разделены группами «единиц».
- Если начальная плотность равна 50 %, образец более медленно стабилизируется в последовательность чередующихся «единиц» и «нулей», которую можно с равным успехом считать движущейся влево или вправо.

## Правило 184 в качестве модели
Правило 184 позволяет решить задачу классификации плотности и описать несколько на первый взгляд разных систем частиц:
- Правило 184 может быть использовано в качестве простой модели транспортного потока на однополосном шоссе и лежит в основе многих микроскопических моделей транспортного потока[англ.]. Частицы, обозначающие транспортные средства, движутся в одном направлении, останавливаются и начинают движение в зависимости от «состояния» автомобилей прямо перед ними. Количество частиц в течение симуляции остаётся неизменным. В связи с этим применением правило 184 также называют «дорожным правилом»[4].
- В физике аэрозолей правило 184 применяется для моделирования осаждения[англ.] частиц на нерегулярную поверхность, где на очередном шаге симуляции каждый локальный минимум поверхности заполняется частицей. В течение симуляции число частиц возрастает; помещённая частица не перемещается.
- Автомат с правилом 184 можно рассматривать в контексте баллистической аннигиляции, как систему частиц, движущихся влево и вправо в одномерной среде. Когда две частицы сталкиваются, они аннигилируют друг с другом, так что на каждом шаге число частиц остается неизменным или уменьшается.

Кажущиеся противоречия между этими описаниями разрешаются различием способов установления взаимосвязи между свойствами клеточного автомата и элементами задачи.
Первые исследования правила 184, по-видимому, были выполнены Ли (1987) и Крагом и Споном (1988). В частности, Краг и Спон описали все три типа систем частиц, моделируемых с помощью правила 184.